# رن جینگ
 رن جینگ (انگلیسی: Ren Jing؛ زاده ۱۵ آوریل ۱۹۸۷) یک تنیس‌باز اهل جمهوری خلق چین است.